# J. T. Brown
Joshua Thomas „J. T.“ Brown (* 2. Juli 1990 in Burnsville, Minnesota) ist ein ehemaliger US-amerikanischer Eishockeyspieler. Der rechte Flügelstürmer bestritt zwischen 2012 und 2019 über 300 Partien für die Tampa Bay Lightning, Anaheim Ducks und Minnesota Wild in der National Hockey League (NHL). 

## Karriere

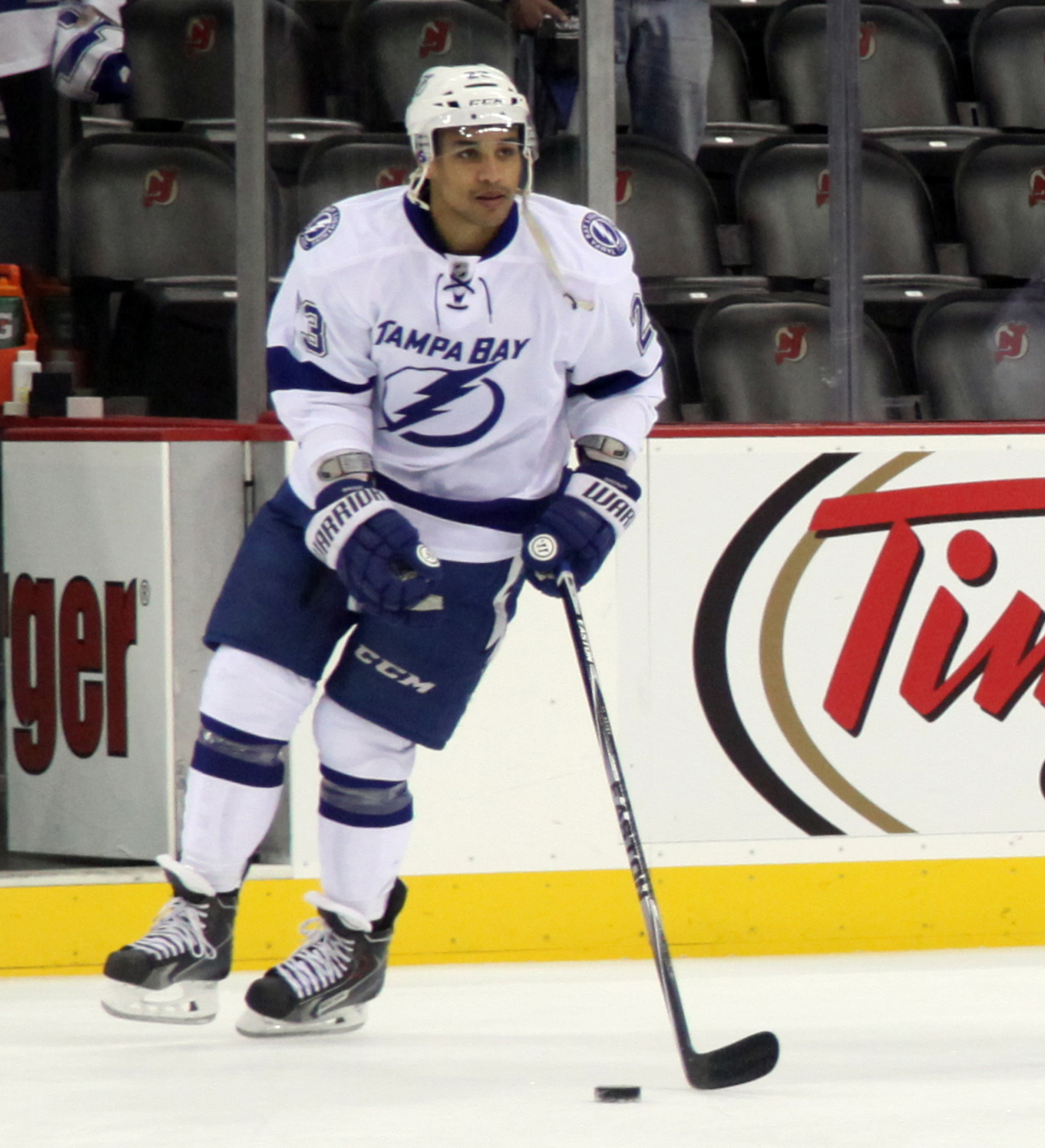
Brown im Trikot der Lightning (2014)

J. T. Brown begann seine Karriere als Eishockeyspieler bei den Waterloo Black Hawks, für die er von 2008 bis 2010 in der Juniorenliga United States Hockey League aktiv war. Von 2010 bis 2012 besuchte er die University of Minnesota Duluth, für deren Eishockeymannschaft er parallel in der Western Collegiate Hockey Association spielte. Mit seiner Universitätsmannschaft gewann er 2011 die NCAA-Meisterschaft. Er selbst wurde im selben Jahr in das All-Rookie-Team der WCHA gewählt. 2012 wurde er mit der Wahl in das erste All-Star-Team der WCHA sowie das zweite All-American-Team der NCAA geehrt. Im März 2012 erhielt der Flügelspieler einen Vertrag als Free Agent bei den Tampa Bay Lightning, für die er gegen Ende der Saison 2011/12 sein Debüt in der National Hockey League gab. In fünf Spielen bereitete er dabei ein Tor vor.
Zu Beginn der Saison 2013/14 konnte sich Brown nicht im NHL-Aufgebot durchsetzen und wurde ab September im AHL-Farmteam Syracuse Crunch eingesetzt, kehrte aber im November des gleichen Jahres in den NHL-Kader zurück.
Als Brown im Januar 2018 über den Waiver in die AHL geschickt werden sollte, wurde er stattdessen von den Anaheim Ducks verpflichtet. Im Juli 2018 unterzeichnete Brown als Free Agent einen Zweijahresvertrag bei den Minnesota Wild. Dieser wurde im Oktober 2020 nicht verlängert, sodass er sich seither als Free Agent auf der Suche nach einem neuen Arbeitgeber befand. Diesen fand er von Januar bis April 2021 im IF Björklöven aus der Allsvenskan, bevor er seine aktive Karriere nach der Spielzeit 2020/21 für beendet erklärte. Insgesamt hatte er 365 NHL-Partien bestritten und dabei 72 Scorerpunkte verzeichnet.
Wenig später wurde bekannt, dass Brown ab der Saison 2021/22 als TV-Eperte an den Übertragungen der neu gegründeten Seattle Kraken mitwirken soll.

### International
Für die USA nahm Brown an der Weltmeisterschaft 2012 teil.

## Erfolge und Auszeichnungen
| - 2010 USHL Second All-Star-Team - 2011 NCAA-Division-I-Championship mit der University of Minnesota Duluth - 2011 WCHA All-Rookie-Team | - 2012 WCHA First All-Star-Team - 2012 NCAA West Second All-American-Team |

## Karrierestatistik

### International
Vertrat die USA bei:
- Weltmeisterschaft 2012

(Legende zur Spielerstatistik: Sp oder GP = absolvierte Spiele; T oder G = erzielte Tore; V oder A = erzielte Assists; Pkt oder Pts = erzielte Scorerpunkte; SM oder PIM = erhaltene Strafminuten; +/− = Plus/Minus-Bilanz; PP = erzielte Überzahltore; SH = erzielte Unterzahltore; GW = erzielte Siegtore; 1 Play-downs/Relegation; Kursiv: Statistik nicht vollständig)

## Familie
Sein Vater Ted Brown war ein professioneller American-Football-Spieler, der unter anderem in der National Football League spielte.